# Wakeijuku
Wakeijuku (和敬塾, « le lieu de la quête de l'harmonie et du respect ») est un manoir servant de résidence étudiante, situé dans le quartier de Bunkyō à Tokyo, au Japon. Fondé en 1955 par Kisaku Maekawa, philanthrope et entrepreneur, Wakeijuku accueille depuis plus de soixante ans des étudiants d'universités japonaises, notamment de l'Université Waseda. Parmi les anciens élèves de Wakeijuku, on compte quatre anciens Premiers ministres japonais et l'écrivain japonais Haruki Murakami. 

## Histoire

### Une propriété du clan Hosokawa
Le vaste terrain sur lequel se situe Wakeijuku est une ancienne propriété du Clan Hosokawa, puissante famille de daimyō qui possède ce terrain délimité par la rivière Kanda depuis le Moyen-Âge. Y vécut notamment, dans un petit temple situé au fond du terrain, le poète japonais Bashō.
Au début des années 1930, le marquis Noridate Hosokawa, seizième génération de la maison Hosokawa, souhaite valoriser les terrains qu'il possède à Tokyo. Il fait construire une résidence, appelée "le manoir", en faisant appel à l'entreprise de construction fondée en 1892 Obayashi Corporation. Le manoir répond aux canons architecturaux des manoirs de l'aristocratie de la période Shōwa. La façade extérieure est inspirée du style Tudor, et l'intérieur est un mélange d'architecture japonaise et Tudor. L'édifice est haut de trois étages, dispose d'un sous-sol, et son rez-de-chaussée fait 585m². Il dispose d'une chapelle. La construction est achevée en décembre 1936.
À la fin de la Seconde Guerre mondiale, Wakeijuku sert de quartier général militaire pour l'armée américaine. Le futur Premier ministre Morihiro Hosokawa, dont le grand-père a fait construire le manoir, y passe son enfance.  

### Rachat et transformation par Kisaku Maekawa
Kisaku Maekawa, riche homme d'affaires et philanthrope, comprend au sortir de la Seconde guerre mondiale que le Japon ne pourrait se relever qu'en nourrissant une culture de l'intellect, ses ressources naturelles étant limitées. Il crée en 1946 une fondation Wakeijuku, qu'il nomme ainsi d'après la valeur cardinale citée dans l'article premier de la Constitution du Japon de l'an 604, le "Wa" (l'harmonie basée sur la bonne communication entre individus), et le "kei", qui est la quête de cette harmonie.    
La famille Hosokawa décide de mettre en vente son terrain et sa propriété. L'enchère publique est organisée le 19 mars 1955. Maekawa s'y présente et rachète toute la résidence Hosokawa, y compris le manoir, pour permettre la construction de Wakeijuku. Il détient ainsi un territoire de 24 300 m². Le manoir a été conservé afin de préserver le patrimoine culturel et l'histoire de la région. Wakeijuku ouvre officiellement en mars 1956, tandis que Maekawa fait construire d'autres bâtiments par l'agence de construction de Tachū Naitō.    
L'année 1957 est une année inaugurale pour Wakeijuku. En avril 1957, l'aile Sud ouvre, libérant le manoir. Celui-ci est, à partir de ce moment-là, utilisé comme salle de colloques, de concerts, de pièces de théâtre, de banquets de mariage. Des expositions d'art y sont également organisées. En juillet, c'est au tour de l'aile Ouest, puis, l'année suivante, à l'aile Nord. Le prince Takahito de Mikasa, archéologue et linguistique orientaliste, effectue la première conférence du manoir en 1958, intitulée "L'histoire de l'Orient".    
En 1968, le futur auteur Haruki Murakami est admis à l'université Waseda et à Wakeijuku. Il y séjourne durant sa scolarité, restant souvent dans sa chambre pour sécher les cours. Lors de l'écriture de son roman La Ballade de l'impossible plusieurs décennies plus tard, il décidera de faire vivre son protagoniste à Wakeijuku.   

### Depuis la mort de Maekawa
Si le fondateur, Maekawa, meurt en 1986, Wakeijuku continue sa mission à travers la fondation Wakeijuku. Une statue lui est érigée au centre de la résidence, devant le manoir. Sont ouverts dans les décennies qui suivent l'aile Est, puis en février 2005, un dortoir pour étudiants en master et doctorat. En 2019, les dortoirs Minami et Inui sont fusionnés dans un nouveau dortoir, Shin Minami.    
Plus de cinq mille étudiants ont résidé à Wakeijuku.   

## Emplacement

### Desserte
Wakeijuku est situé dans l'arrondissement de Bunkyō. Les résidents sont proches des principaux cœurs de Tokyo tels que Shinjuku, Ikebukuro, Ginza, Shibuya et Takadanobaba. 

### Territoires alentour
Wakeijuku se situe dans un cadre naturel isolé avec jardins et arbres. Les terrains de Wakeijuku disposent de terrains de tennis, de basket-ball et de football. L'institution se trouve à moins de cinq minutes à pied de deux parcs publics et de la rivière Kanda, et à dix minutes à pied de l'université Waseda. L'ancienne ministre des Affaires étrangères du Japon, Makiko Tanaka, habite dans la maison adjacente, qui appartenait jadis à son père, l'ancien Premier ministre Kakuei Tanaka.
Wakeijuku se situe en amont d'un grand jardin public. Il jouxte le jardin de Chinzan-so.

## Vie à Wakeijuku

### Les infrastructures
Wakeijuku est composé de six dortoirs, dont l'idéogramme est l'emblème : le dortoir Est, ou Higashi (東), Ouest, ou Nishi (西), Nord, ou Kita (北), Sud, ou Minami (南), ainsi que le dortoir Tatsumi (巽) et Inui (乾). En 2019, les dortoirs Minami et Inui sont fusionnés dans un nouveau dortoir appelé Shin Minami, (新南寮). 
Chaque dortoir a ses propres coutumes, traditions et blogs. Ils accueillent à eux six quelque six cents étudiants de cinquante universités différentes. 
Afin que les résidents puissent se concentrer sur leur vie estudiantine, les cuisiniers du manoir préparent le petit-déjeuner, le dîner et le souper aux résidents, qui mangent dans une salle commune. Le contenu de chaque repas est préparé par le diététicien du manoir. Chaque aile de Wakeijuku dispose de sa propre table pour manger en communauté. 

### Les activités sportives
Depuis sa création, Wakeijuku propose à ses résidents diverses activités au sein de Wakeijuku, telles que le judo, le kendo, le kibasen, etc. Les terrains de base-ball, de sumo et de tennis permettent aux étudiants des différents dortoirs d'organiser une compétition annuelle où voient s'affronter les quatre dortoirs pour la coupe de Wakeijuku.
Les entraînements sportifs sont programmés à des heures fixes le soir ou l'après-midi, chaque résident de Wakeijuku s'engageant, lors de son emménagement, à rejoindre au moins un club.

### Les conférences
Kisaku Maekawa souhaitait que Wakeijuku soit un lieu de vie autant que d'étude et d'acquisition de connaissances. Le manoir Hosokawa sert ainsi chaque année à l'organisation de conférences avec des professeurs ou des hommes d'affaires qui délivrent une leçon sur leur sujet de prédilection. La première conférence fut celle du  prince Takahito de Mikasa, archéologue et linguistique orientaliste, sur "L'histoire de l'Orient", en 1958.
Effectuèrent des conférences, notamment : 
- Takahito de Mikasa, linguistique orientaliste, sur "L'histoire de l'Orient", en 1958 ;
- Kyōsuke Kindaichi, linguiste, sur "Le crépuscule de la littérature", en 1959 ;
- Hideki Yukawa, prix Nobel de physique, sur "Le scientifique et l'inhumain", en 1963 ;
- Saburo Shiroyama, romancier, sur "Le charme des humains", en 1976 ;
- Tomonubu Imamichi, philosophe, sur "L'université et les disciplines", en 2003.

Le manoir sert également à diverses expositions artistiques, en plus qu'à des tournages de films et séries.

## Wakeijuku dans la fiction
Le manoir, qui a été classé monument historique par la ville de Tokyo, est utilisé comme lieu de tournage pour de nombreuses productions cinématographiques et télévisuelles japonaises. 
Wakeijuku est le lieu de l'action du roman Norwegian Wood (La Ballade de l'impossible) d'Haruki Murakami. Le personnage principal y réside, et fréquente l'Université Waseda, à l'image de son auteur qui lui-même vécut dans l'aile ouest, et effectua sa scolarité à Waseda. 
Wakeijuku apparaît également dans de nombreuses séries télévisées, telles que Engine Sentai Go-onger, Kamen Rider Kabuto, Tokusō Sentai Dekaranger, Kamen Rider Agito et Pretty Guardian Sailor Moon, ainsi que dans nombre de mangas et romans, tels que Jin, Jeu, set et match !, Beautiful Bones, et Auprès de moi toujours. 

## Anciens membres
- Takatoshi Kato, directeur général adjoint du Fonds monétaire international, directeur adjoint de la Banque asiatique de développement[21],[22]

- Shinichi Kitaoka, directeur de l'Agence de coopération internationale du Japon[23]
- Yoshida Osamu, parlementaire, ministre adjoint du Territoire, des Infrastructures, des Transports et du Tourisme[24]
- Haruki Murakami, romancier
- Junji Suzuki, parlementaire, ministre adjoint de l'Économie, du Commerce et de l'Industrie (2015 - 2016)